# Dascalia
Dascalia är ett släkte av insekter. Dascalia ingår i familjen Flatidae.
Kladogram enligt Catalogue of Life:
| Dascalia | \| \| Dascalia scabrida \| \| \| \| \| \| Dascalia sinuatipennis \| \| \| \| \| \| Dascalia tumida \| \| \| \| |
|          | \| \| Dascalia scabrida \| \| \| \| \| \| Dascalia sinuatipennis \| \| \| \| \| \| Dascalia tumida \| \| \| \| |
|          | Dascalia scabrida                                                                                              |
|          | |
|          | Dascalia sinuatipennis                                                                                         |
|          | |
|          | Dascalia tumida                                                                                                |
|          | |